# Осмульская, Хальшка
Хальшка Осмульская (пол. Halszka Osmólska; 15 сентября 1930, Познань — 31 марта 2008) — польский палеонтолог, профессор, специалистка в исследованиях монгольских динозавров и ископаемых крокодилов.

## Биография
Изучение биологии начала в Отделении Биологии и Наук о Земле Познанского Университета с 1949, а в 1952 г. перевелась на биологию Варшавского Университета, который окончила в 1955 году. Там в 1962 г. она защитила степень доктора. С 1955 работала в Варшавском Институте Палеобиологии Польской Академии Наук (до 1990 под названием Учреждение Палеобиологии ПАН пол. Zakład Paleobiologii PAN). В течение 1983—1988 была его директором.
В начале своей карьеры исследовала трилобитов верхнего девона и нижнего Карбона района Свентокшиских гор, а также других районов Европы и Азии. В течение 1965—1970 гг. была участником серии путешествий Польско-монгольской Палеонтологической Экспедиции, в пустыне Гоби открыла ряд новых видов динозавров и млекопитающих Мелового периода. Исследуя монгольские находки, установила ряд новых видов динозавров. К важнейшим её достижениям принадлежат выяснения ряда проблем строения и таксономии утконосых динозавров и овирапторидов, открытия первых азиатских толстоголовых динозавров и первых меловых крокодилов. Большинство её работ о монгольских динозаврах выполнены совместно с Тересой Марьяньской (Teresa Maryańska).
В течение 1975—1992 гг. была редактором журнала «Acta Palaeontologica Polonica».
В честь Х. Осмульской дано видовое название овирапториду Citipati osmolskae, дромеозавридам Velociraptor osmolskae и Halszkaraptor escuilliei, пищухе Prolagus osmolskae и родовое название архозавриформу Osmolskina czatkowicensis.
Была соредактором и автором некоторых разделов в двух изданиях книги о динозаврах «The Dinosauria», которая является одной из наиболее часто цитируемых трудов по своей отрасли.

## Описанные Осмульскойтаксоныдинозавров
Elmisaurus (Elmisauridae (1981), Hulsanpes (1982), Borogovia (1987), Bagaraatan (1996); с Марианьской, Homalocephale, Prenocephale, Tylocephale (Pachycephalosauria) (1974), Bagaceratops (1975) и Barsboldia (1981); с Марианьской и Алтангэрэлийн Пэрлэ, Goyocephale (1982); с Эвой Роневич (Ewą Roniewicz), Deinocheirus (1967); с Ронжвич и Ринченом Барсболдом, Gallimimus (1972); с С. М. Курзановым, Tochisaurus (1991); и с несколькими соавторами Nomingia (2000).

## Избранные публикации
- H. Osmólska and E. Roniewicz (1970). Deinocheiridae, a new family of theropod dinosaurs. «Palaeontologica Polonica» «'21»':5-19.
- H. Osmólska, E. Roniewicz, and R. Barsbold (1972). A new dinosaur, «Gallimimus bullatus» n. gen., n. sp. (Ornithomimidae) from the Upper Cretaceous of Mongolia. «Palaeontologia Polonica» «'27»':103-143.
- H. Osmólska (1972). Preliminary note on a crocodilian from the Upper Cretaceous of Mongolia. «Palaeontologia Polonica» «'27»':43-47.
- T. Maryańska and H. Osmólska (1974). Pachycephalosauria, a new suborder of ornithischian dinosaurs. «Palaeontologia Polonica» «'30»':45-102.
- T. Maryańska and H. Osmólska (1975). Protoceratopsidae (Dinosauria) of Asia. «Palaeontologica Polonica» «'33»':133-181.
- H. Osmólska (1976). New light on the skull anatomy and systematic position of «Oviraptor». «Nature» «'262»':683-684.
- H. Osmólska (1981). Coossified tarsometatarsi in theropod dinosaurs and their bearing on the problem of bird origins. «Palaeontologica Polonica» «'42»':79-95.
- T. Maryańska and H. Osmólska (1981). First lambeosaurine dinosaur from the Nemegt Formation, Upper Cretaceous, Mongolia. «Acta Palaeontologica Polonica» «'26»'(3-1):243-255.
- T. Maryańska and H. Osmólska (1981). Cranial anatomy of «Saurolophus angustirostris» with comments on the Asian Hadrosauridae (Dinosauria). «Palaeontologia Polonica» «'42»':5-24.
- H. Osmólska (1982). «Hulsanpes perlei» n.g. n.sp. (Deinonychosauria, Saurischia, Dinosauria) from the Upper Cretaceous Barun Goyot Formation of Mongolia. «Neues Jahrbuch für Geologie und Paläontologie Monatshefte» «'1982»'(7):440-448.
- A. Perle, T. Maryańska, and H. Osmólska (1982). «Goyocephale lattimorei» gen. et sp. n., a new flat-headed pachycephalosaur (Ornithischia, Dinosauria) from the Upper Cretaceous of Mongolia. «Acta Palaeontologica Polonica» «'27»'(1-4):115-127.
- T. Maryańska and H. Osmólska (1984). Postcranial anatomy of «Saurolophus angustirostris» with comments on other hadrosaurs. «Palaeontologia Polonica» «'46»':119-141.
- T. Maryańska and H. Osmólska (1985). On ornithischian phylogeny. «Acta Palaeontologica Polonica» «'30»'(3-4):137-149.
- H. Osmólska (1987). «Borogovia gracilicrus» gen. et sp. n., a new troodontid dinosaur from the Late Cretaceous of Mongolia. «Acta Palaeontologica Polonica» «'32»'(1-2):133-150.
- R. Barsbold, H. Osmólska, and S. M. Kurzanov (1987). On a new troodontid (Dinosauria, Theropoda) from the Early Cretaceous of Mongolia. «Acta Palaeontologica Polonica» «'32»'(1-2):121-132.
- S. M. Kurzanov and H. Osmólska (1991). «Tochisaurus nemegtensis» gen. et sp. n., a new troodontid dinosaur (Dinosauria, Theropoda) from Mongolia. «Acta Palaeontologica Polonica» «'36»'(1):69-76.
- H. Osmólska (1996). An unusual theropod dinosaur from the Late Cretaceous Nemegt Formation of Mongolia. «Acta Palaeontologica Polonica» «'41»'(1):1-38.
- R. Barsbold and H. Osmólska (1999). The skull of «Velociraptor» (Theropoda) from the Late Cretaceous of Mongolia. «Acta Palaeontologica Polonica» «'44»'(2):189-219.
- R. Barsbold, H. Osmólska, M. Watabe, P. J. Currie, and K. Tsogtbaatar (2000). A new oviraptorosaur (Dinosauria, Theropoda) from Mongolia: the first dinosaur with a pygostyle. «Acta Palaeontologica Polonica» «'45»'(2):97-106.
- T. Maryańska, H. Osmólska, and M. Wolsan (2002). Avialan status for Oviraptorosauria. «Acta Palaeontologica Polonica» «'47»'(1):97-116.
- H. Osmólska, P. J. Currie, and R. Barsbold (2004). Oviraptorosauria. In: D. B. Weishampel, P. Dodson, and H. Osmólska (eds.), «The Dinosauria» (second edition). University of California Press, Berkeley 165—183.